# 莱邦东
莱邦东（法語：Les Bondons，法語發音：[le bɔ̃dɔ̃]）是法国洛泽尔省的一个市镇，属于弗洛拉克区。

## 地理
莱邦东（44°23'10"N, 3°37'9"E）面积45.54 平方千米，位于法国奧克西塔尼大區洛泽尔省，该省份为法国南部内陆省份，北起上盧瓦爾省和康塔爾省，西接阿韦龙省，南至加尔省，东临阿尔代什省。
与莱邦东接壤的市镇（或旧市镇、城区）包括：圣艾蒂安-迪瓦尔多内、蓬德蒙韦尔-叙德蒙洛泽尔、伊斯帕尼亚克、贝杜埃斯-科屈雷斯、蒙洛泽尔埃古莱。

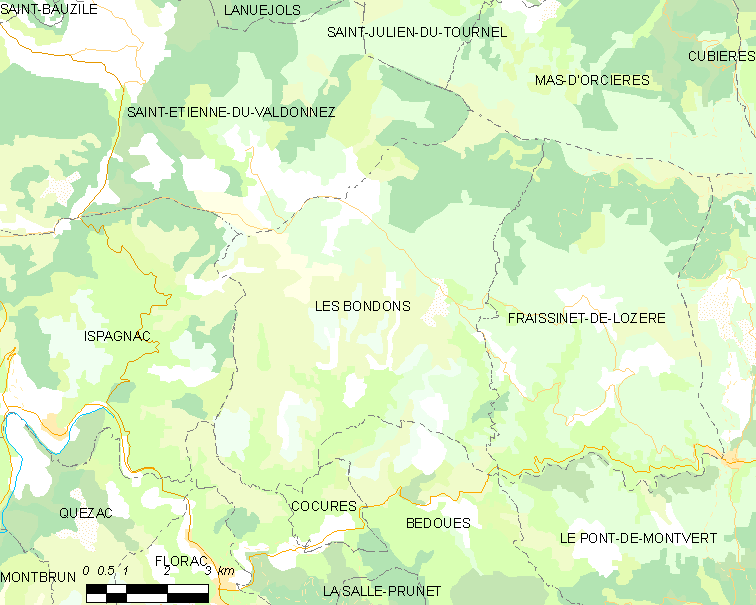
莱邦东的OSM定位图

莱邦东的时区为UTC+01:00、UTC+02:00（夏令时）。

## 行政
莱邦东的邮政编码为48400，INSEE市镇编码为48028。

## 政治
莱邦东所属的省级选区为圣艾蒂安-迪瓦尔多内县。

## 人口

1962-2008年间莱邦东人口变化图示

莱邦东于2022年1月1日时的人口数量为141人。